# Tsetseng
Tsetseng est une ville du Botswana.